# Levitație
Levitație este denumită o capacitate atribuită unor persoane (ocultiști, fachiri etc.) de a face să se ridice diverse corpuri fără să le atingă sau de a se ridica ei înșiși de la pământ, prin puterea voinței, fără vreun sprijin material. Prin extensie, levitație se numește și însușirea corpurilor de a pluti în aer, în anumite condiții ce par a contraveni legilor fizicii. Un alt tip de levitație este și atunci când unii sfinți s-au ridicat involuntar de pe pământ în diferite momente, cum ar fi prin rugăciune.

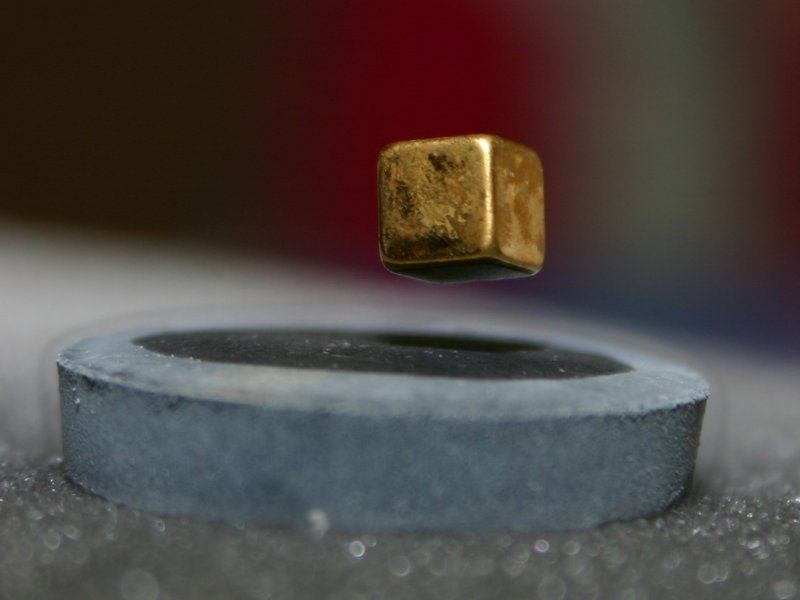
Un magnet cubic levitând desupra unui superconductor (cunoscut sub numele de efectul Meissner)

## Experiment în 2006

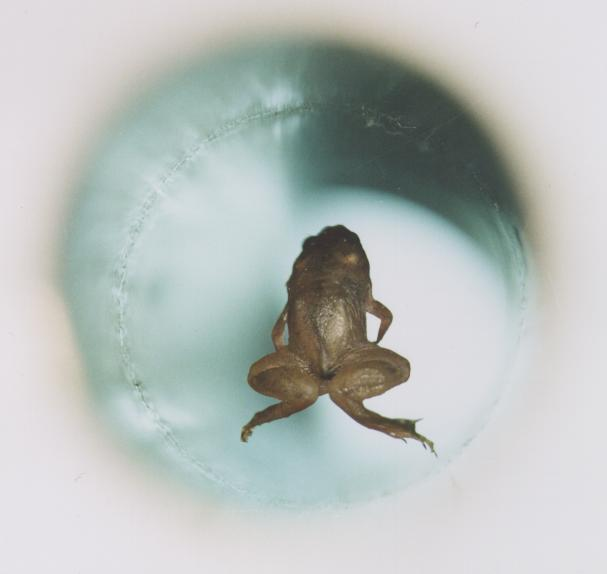
Diamagnetic levitation of a live frog.

În  noiembrie 2006 o echipă de cercetători a reușit să facă să leviteze diverse animale de mici dimensiuni (furnici, gândaci, păianjeni, albine, mormoloci, pești) până la dimensiunea de puțin peste 1/3 țoli lungime). Ei au creat un câmp de presiune sonică folosind un emițător de ultrasunete și un reflector, plasând animalele între cele două dispozitive. Xie și colegii săi au publicat concluziile experimentelor lor în numărul din 20 noiembrie al revistei,, Applied Physics Letters.”

## Experiment în 2009
În septembrie 2009 oamenii de știință de la  NASA au făcut să leviteze șoareci (primul mamifer) folosind câmpuri magnetice.  Un magnet superconductor a creat un câmp magnetic suficient de puternic pentru a face ca apa din corpul unor șoricei să leviteze. Primul șoricel, de trei săptămâni și 10 grame, agitat și dezorientat, a început să se învârtă din ce în ce mai tare. S-a decis ca următorul șoricel să fie sedat și acesta a părut satisfăcut de plutirea sa. S-a construit apoi și o mică cușcă pentru șoricei. Testele de levitație făcute au arătat că și în absența sedării, șoriceii s-au adaptat bine levitației în cușcă. După trei-patru ore șoriceii s-au comportat normal, chiar consumând mâncare și apă. Puternicul câmp magnetic creat n-a părut a avea efecte negative asupra șoriceilor pe termen scurt și studiile trecute au arătat că ei nu au avut de suferit efecte adverse după trei săptămâni petrecute în mijlocul unor puternice câmpuri magnetice dar fără legătură cu levitația. Cercetătorii au reușit să facă să leviteze și picături de apă până la 5 cm. Lie, Zhu și ceilalți colegi au detaliat concluziile lor în revista ,,Advances in Space Research” din 6 septembrie 2009.

## În România
Un inginer arădean a prezentat o candelă care levitează la Cluj-Napoca, la Târgul Internațional de Veșminte, Icoane, Cărți și Obiecte Bisericești, care a avut loc la Expo Transilvania. Candela plutea la câțiva cm deasupra suportului grație unui câmp magnetic creat între candelă și suportul său. ,,Este un dispozitiv care creează un câmp magnetic controlat de un microcontroler și care susține un obiect la o anumită distanță”, explică inventatorul său. El spune că este construită pe același principiu folosit în cazul trenurilor pe pernă electromagnetică. Dispozitivele de acest gen aveau prețul de cca 300 euro. Sistemul respectiv există de peste 20 de ani, însă aplicația sub forma candelei este o premieră, spune inginerul care a conceput aplicația. În urmă cu o lună fusese prezentată la Oradea o carte care levita.

## Galerie fotografii

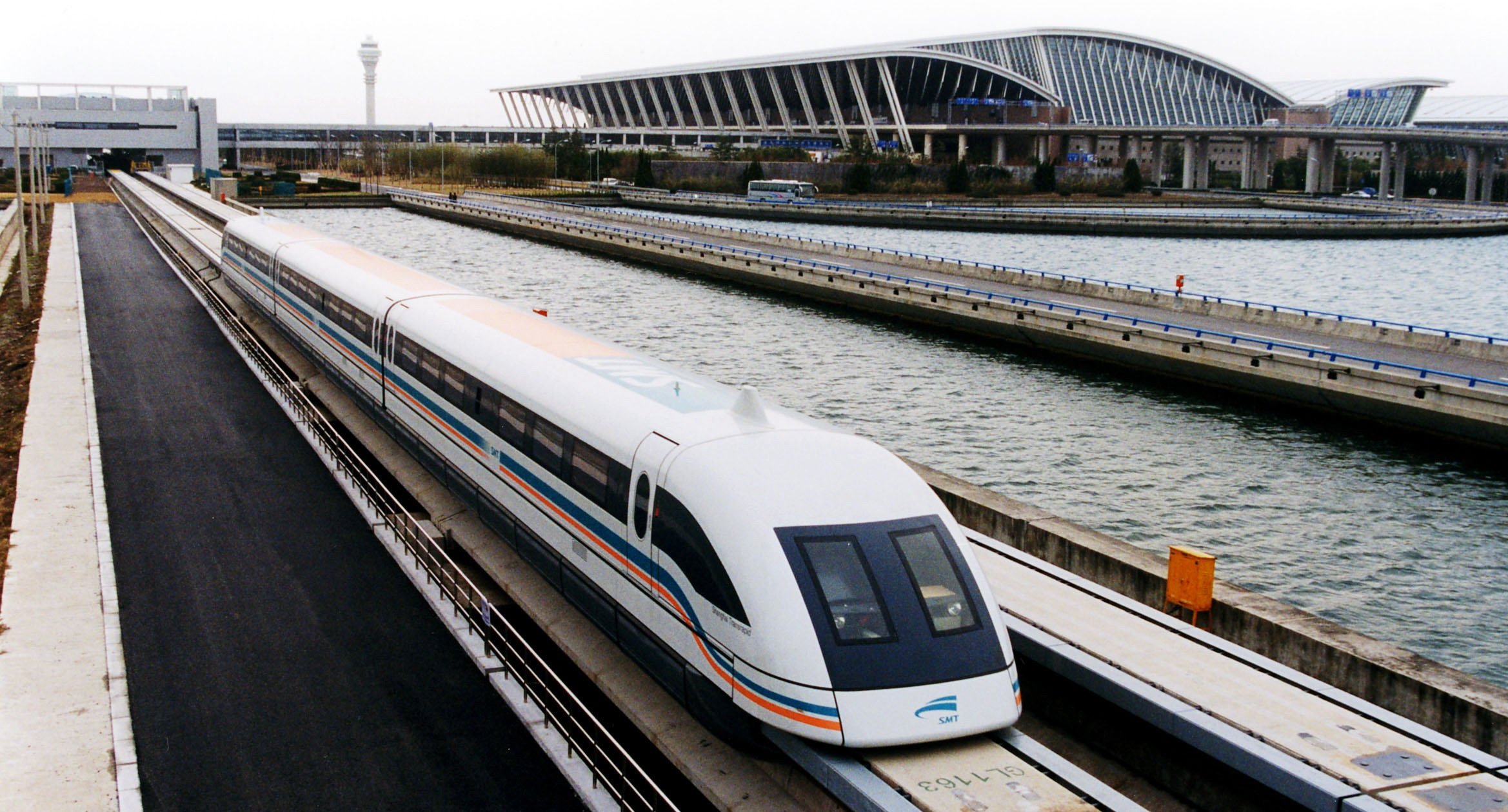
Un tren în levitație magnetică plecând de pe Pudong International Airport de pe prima linie comercială de mare viteză din lume.
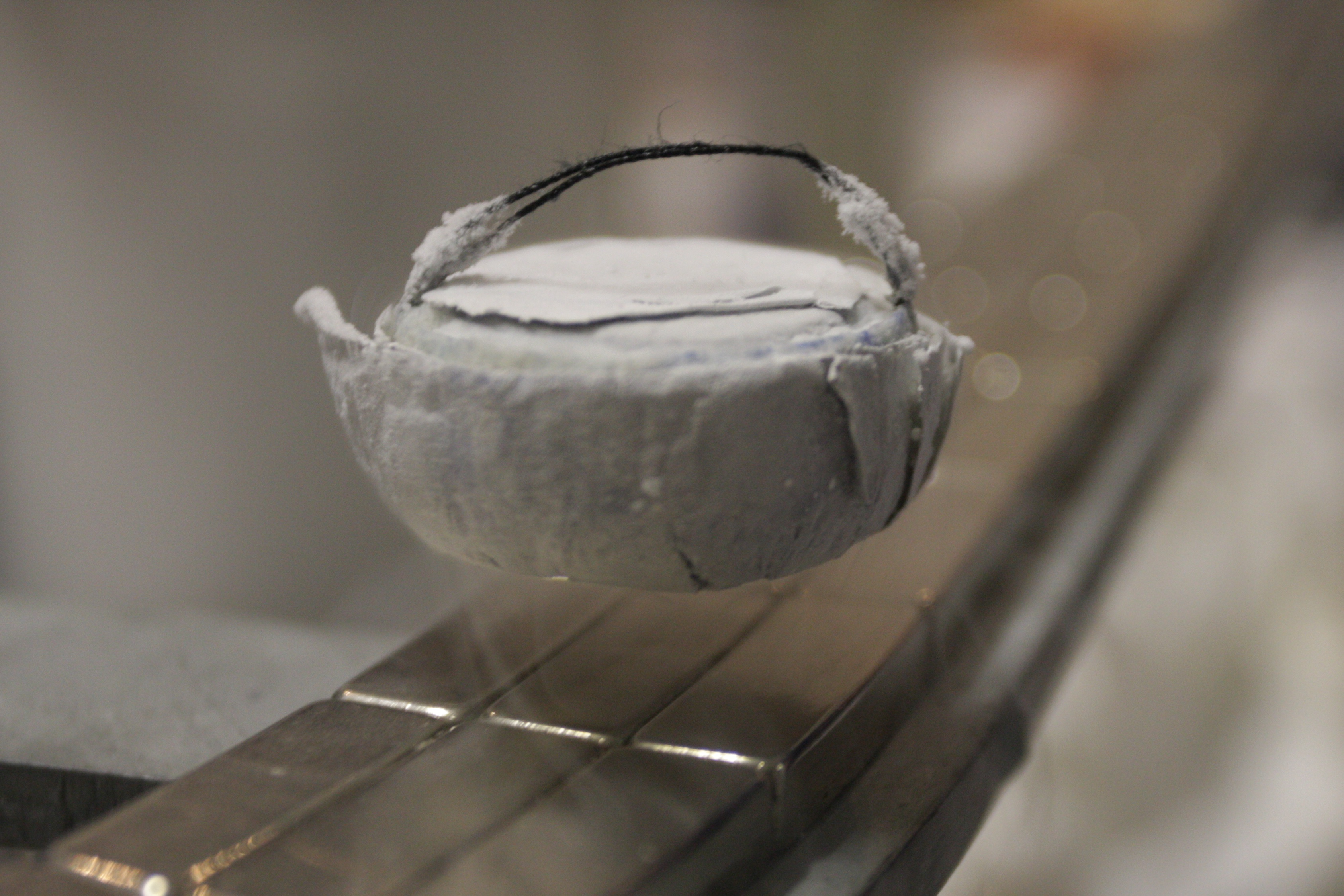
Un superconductor de înaltă temeperatură levitând deasupra unui magnet
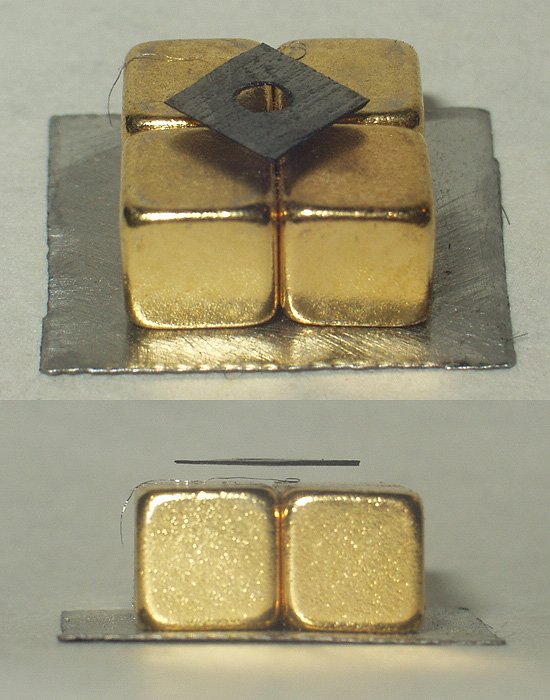